# Trachelospermum
Trachelospermum és un gènere amb 15 espècies de parres perennes que pertanyen a la família de les Apocynaceae. És un gènere natiu del sud i est d'Àsia (14 espècies) i sud-est de Nord-amèrica (una espècie), T. difforme).

## Descripció
Tenen llargues tiges trepadores que arriben als 12 m d'altura en els arbres. Les fulles són oposades, simples, lanceolades o ovades de 2-8 cm de longitud i 0,5-4 cm d'ample. Les flors són simples amb cinc pètals blancs, groc pàl·lid o porpra que s'uneixen a la base per formar un tub.

## Taxonomia
El gènere va ser descrit per Charles Lemaire i publicat a Jardin Fleuriste 1, pl. 61. 1851 L'espècie tipus és: Trachelospermum jasminoides

## Espècies seleccionades
- Trachelospermum asiaticum
- Trachelospermum assamense
- Trachelospermum axillare
- Trachelospermum bodinieri
- Trachelospermum brevistylum
- Trachelospermum difforme
- Trachelospermum dunnii
- Trachelospermum jasminoides
- Trachelospermum lanyuense
- Trachelospermum lucidum
- Trachelospermum mandienum
- Trachelospermum nitidum